# Heta Mantscheff
Heta Mantscheff (* 12. Mai 1948 in Köln) ist eine deutsche Casting-Direktorin und Schauspielerin.

## Leben
Heta Mantscheff spielte in Deutschland Theater und führte Regie. Seit den 1990er-Jahren (Debüt: Sisi und der Kaiserkuss) ist sie als Casting-Direktorin an der Auswahl der Schauspieler in Film- und Fernsehproduktionen beteiligt, seit 1992 mit einer eigenen Agentur. Sie castete unter anderem für die Filme Schicksalsspiel, Stadtgespräch, Todesspiel, Bella Martha, Die Fälscher und für die Serien Nachtschicht und Tatort. Bei internationalen Fernseh- und Kinoproduktionen wie Underground, Der Pianist und Operation Walküre war Mantscheff für den „German Cast“ zuständig.
Als Schauspielerin wirkte sie in den Kriminalserien Gesucht wird …, Recht oder Unrecht und dem Großstadtrevier mit sowie in Kein Tag zurück, Freundschaft mit Herz und Die Pawlaks. 1987 war sie in dem TKKG-Hörspiel Gangster auf der Gartenparty zu hören.

## Filmografie (Auswahl)
Als Schauspielerin
- 1974: Kein Grund zur Unruhe
- 1983: Kinder unseres Volkes
- 1991–1997: Die Männer vom K3
- 1995: Bella Block
- 1997: Stubbe – Von Fall zu Fall
- 1999: Der Hund aus der Elbe
- 2005: Rotkäppchen

## Hörspiele
- 1983: Anna Seghers: Transit – Regie: Wolf Euba (Bayerischer Rundfunk / RIAS Berlin / Norddeutscher Rundfunk) Der Audio Verlag 2007, ISBN 978-3-89813-683-9[1][2]
- 1991: Adolf Schröder: Berger und Levin Regie: Bernd Lau (NDR)

## Auszeichnungen
- 1998 Casting-Preis der Cologne Conference
- 2010 Adolf-Grimme-Preis für das Casting des Fernseh-Dreiteilers Die Wölfe[3]
- 2014 Preis der Deutschen Akademie für Fernsehen in der Kategorie Casting für Weissensee, 2. Staffel